# Тимур (мангыт)
Тимур (Темир; ок. 1420 — 1486) — один из представителей аристократии мангытов. Сын Мансура и внук Едигея, возглавлял мангытов Большой орды. Был беклярбеком Большой Орды при хане Ахмате и его сыновьях.
Имеются не вполне ясные указания, исходящие от его внука, что он сначала обитал в восточном Дешт-и-Кипчаке, а затем в результате какого-то конфликта оказался в Астрахани. Достоверные упоминания о нём начинаются в Астрахани, сразу после смерти Махмуда, старшего сына ордынского хана Кичи-Мухаммеда, который правил в Астрахани. Некоторые исследователи на основании этого считают Махмуда первым астраханским ханом. Но более реальным кажется утверждение, что он правил из Астрахани Большой Ордой, точнее землями бывшего улуса Джучи, лежащими между Волгой и Днепром, в то время как его младший брат и соправитель Ахмат, действуя из Сарая, занимался восточной политикой. Махмуд умер в момент, когда Ахмат в союзе с ногайскими биями Мусой и его братом Ямгурчи, а также Сибирским ханом Ибаком, разгромили и убили узбекского хана Шайх-Хайдара, сына Абу-л-Хайра, который претендовал на верховную власть в восточном Дешт-и-Кипчаке. После смерти Махмуда власть в Астрахани получил его сын Касим, там же, как беклярбек, находился Тимур. Властные полномочия Касима отличались от полномочий его отца. Отец был (или мог претендовать на это) ханом Большой Орды, но его законным наследником был не сын, а младший брат Ахмет. Если Тимур стал беклярбеком Большой Орды ещё при хане Махмуде, то его пребывание в Астрахани не стоит рассматривать как беклярбекство при не очень значительной фигуре Касима. Так или иначе, в Астрахани нашли убежище внуки Абул-Хайра, племянники убитого узбекского хана Шейх-Хайдара — Мухаммед Шейбани и Махмуд-Султан, во главе с их воспитателем Карачин-бахадуром (Дервиш-Хусейном, сыном кукельташа, то есть молочного брата, Абу-л-Хайра), что послужило причиной похода на Астрахань хана Ахмата и его ногайских союзников. Впрочем, до столкновения дело не дошло, изгнанников заблаговременно попросили удалиться из города, а хан Касим выразил покорность своему дяде Ахмату, который с этих пор стал ханом Большой Орды.
После этих событий Тимур становится беклярбеком хана Ахмата. Уже в 1470 году литовские послы приносят дары хану Ахмату и Тимуру, как второму лицу. В отношениях с Иваном III Тимур выступает либо как равный («брат»), либо даже как старший («отец»). Русь платила ему дань, равную дани выплачиваемой хану. Однако в 1478 году в письме турецкому султану крымский бек ширинского эля Аминек пишет, что Ахмет хочет возвеличить Тимура. Означает ли это переход Тимура ко двору Ахмета, или просто установление более тесной связи двух первых лиц? Действуя совместно, они существенно укрепили распадающееся государство. Собственным улусом Тимура были кочевья мангытов на левом берегу в нижнем течении Днепра, то есть в непосредственной близости от Крымского ханства. Тимур поддерживал хана в его желании восстановить контроль над Русью. Он принимал участие в неудачном походе Ахмата на Русь, которое закончилось стоянием на Угре.
Согласно общепринятой версии, после возвращения с Угры Ахмат распустил все свои войска в том числе и Тимура. После этого в результате внезапного налёта ногайских биев Мусы, Ямгурчи (племянников Тимура) и сибирского хана Ибака Ахмат был убит в своей ставке. По некоторым источником в этом убийстве принял участие и Тимур, однако большинством исследователей эта версия считается ошибочной. После смерти Ахмата. Тимур нашёл в степи двух из его сыновей Муртазу и Сайид-Ахмада и нашёл с ними убежище у крымского хана Менгли-Гирея. В это время в Большой Орде к власти пришёл третий сын Ахмата — Шейх-Ахмад. Пребывание там, в роли гостей хана или в роли почетных пленников, видимо, не устраивало ни Тимура, ни сыновей Ахмата. Сайид-Ахмад и Тимур смогли в 1485 году бежать, а Муртаза был захвачен Менгли-Гиреем. Собрав в степи остатки сторонников, Сайид-Ахмад и Тимур вторглись в Крым и смогли освободить Муртазу, отступив из Крыма при угрозе прибытия турецкого войска.
После этого на территории Большой Орды как ханы выступали трое из сыновей Ахмата: Муртаза, Сайид-Ахмад и Шейх-Ахмад. Их основным противником был крымский хан, который также претендовал на наследство Золотой Орды, но которого устраивал и просто разгром Большой Орды, обеспечивающий его независимость. В действиях братьев не было согласованности, а их политика порой была на грани братской войны. Тимура, вероятно, не устраивала роль беклярибека на развалинах государства. В 1486 году овдовевшая дочь Тимура Нур-Султан, которая до этого была женой казанских ханов Халиля и Ибрагима, выходит замуж за Менгли-Гирея. Можно предполагать, что Тимур склонялся к союзу с Крымом. Однако уже в марте 1486 племянник Тимура Джанкувват сообщает, что он занял место Тимура при Сайид-Ахмаде
После Тимура беклярбеком при Шейх-Ахмете некоторое время был другой племянник Тимура Хаджике, но он неудачно поддержал Муртазу в его попытке сместить Шейх-Ахмета. После возвращения Шейх-Ахмета к власти, беклярбеком стал сын Тимура Таваккул.